# Fjärran, så nära!
Fjärran, så nära! (tyska: In weiter Ferne, so nah!) är en tysk film från 1993 i regi av Wim Wenders. Wenders skrev även filmens manus tillsammans med Richard Reitinger. Filmen är en fristående uppföljare till Himmel över Berlin från 1987 och fokuserar på karaktären Cassiel spelad av Otto Sander. Filmen var även den sista som skådespelaren Heinz Rühmann medverkade i, han avled elva månader efter premiären.

## Rollista

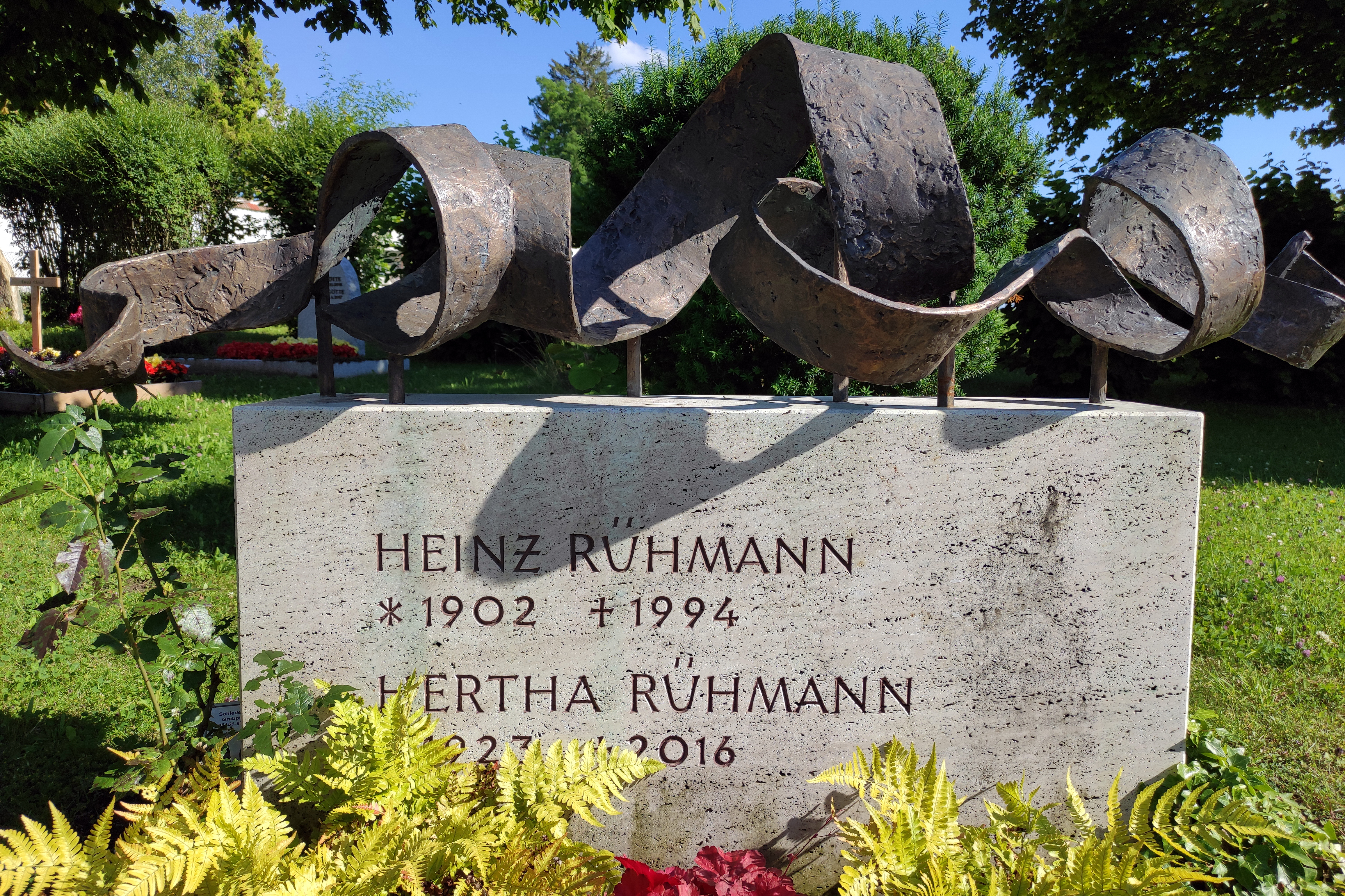
Heinz Rühmanns grav i Aufkirchen.

- Otto Sander - Cassiel
- Peter Falk - Peter Falk
- Horst Buchholz - Tony Baker
- Nastassja Kinski - Raphaella
- Heinz Rühmann - Konrad
- Bruno Ganz - Damiel
- Solveig Dommartin - Marion
- Rüdiger Vogler - Phillip Winter
- Willem Dafoe - Emit Flesti
- Lou Reed - sig själv
- Michail Gorbatjov - sig själv
- Hanns Zischler - Dr. Becker